# Drumul european E03
'Drumul european E03 este un drum european care leagă localitatea franceză Cherbourg de localitate La Rochelle (Franța), trecând pe lângă Rennes și Nantes.

## Traseu și drumuri locale componente
- Franța
  -   N13  Cherbourg–Carentan
  -   N174  Carentan–Guiberville
  -   A84  Guiberville–Rennes
  -   N137  Rennes–Nantes
  -   N844    A844  Nantes (Orvault-Les Sorinieres)
  -   A83  Nantes–Le Magny
  -   N137    D137 Le Magny–Saint Ouen d'Aunis
  -   A84  Saint Ouen d'Aunis–La RochelleCommonsWikimedia Commons conține materiale multimedia legate de drumul european E03